# Tang Yiying
Tang Yiying, död 1993, var en kinesisk målare. Hon var gift med prins Pujie, bror till Kinas sista kejsare Puyi.
Hon tillhörde en adlig familj; hon var brorsdotter till kejserliga bihustrun Zhen. Hon gifte sig med prins Pujie 1924. Paret fick inga barn. 
Hon inledde 1927 ett förhållande med Zhang Xueliang, och skilde sig 1928 från Puyi. Efter skilsmässan blev hon verksam som målare. Hon är främst känd för sina landskapsmålningar. 
Vid den kommunistiska maktövertagandet 1949 tog hon ett flygplan från Shanghai till Taiwan, och flyttade sedan till Hong Kong för att bo och undervisa vid University of Hong Kong som seniorlärare i kinesisk målning, och mandarin vid Oriental Language School. Hon deltog vid ett flertal konstutställningar. 